# Jorge Velasco
Jorge Velasco (Santiago, Chile; 12 de junio de 1986) es un actor chileno.

## Biografía
Velasco estudió Teatro en la Pontificia Universidad Católica. En 2007 protagonizó uno de los capítulos de la serie de televisión Mi primera vez. Luego en 2010 y por medio de un casting obtuvo un papel en la telenovela nocturna 40 y tantos de TVN, donde interpretó a Damián Elizalde, el hijo menor de los personajes interpretados por Francisco Melo y Paola Volpato.
En 2013, Velasco actuó en la telenovela Solamente Julia de TVN, donde interpretó a Camilo Sepúlveda el hermano menor de la protagonista. También es el protagonista de la serie del mismo canal El nuevo, donde interpreta a Ignacio Rodríguez, un adolescente nortino que llega a vivir a la capital del país y le cambia su vida, para bien y mal. La serie que fue grabada en 2011, y se estrenó en julio de 2013.

## Filmografía

### Telenovelas
| Teleseries | Teleseries      | Teleseries        | Teleseries |
| Año        | Teleserie       | Rol               | Canal      |
| ---------- | --------------- | ----------------- | ---------- |
| 2010       | 40 y tantos     | Damián Elizalde   | TVN        |
| 2013       | Solamente Julia | Camilo Sepúlveda  | TVN        |
| 2014       | Mamá mechona    | Alumno de 2.º año | Canal 13   |

### Series de televisión
| Series | Series                | Series                    | Series |
| Año    | Series                | Rol                       | Canal  |
| ------ | --------------------- | ------------------------- | ------ |
| 2007   | Mi primera vez        | Martín                    | TVN    |
| 2013   | El nuevo              | Ignacio "Nacho" Rodríguez | TVN    |
| 2014   | La canción de tu vida | Arturito                  | TVN    |